# Струцфонь
Струцфонь (пол. Strucfoń, нім. Strutzfon) — село в Польщі, у гміні Лісево Хелмінського повіту Куявсько-Поморського воєводства.
Населення — 76 осіб (2011).
У 1975-1998 роках село належало до Торунського воєводства.

## Демографія
Демографічна структура станом на 31 березня 2011 року:
|          | Загалом | Допрацездатний вік | Працездатний вік | Постпрацездатний вік |
| -------- | ------- | ------------------ | ---------------- | -------------------- |
| Чоловіки | 38      | 3                  | 31               | 4                    |
| Жінки    | 38      | 9                  | 20               | 9                    |
| Разом    | 76      | 12                 | 51               | 13                   |